# Superbus (transport)

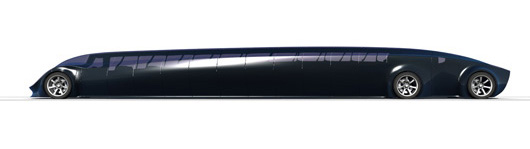
Vue de profil en images de synthèse d'un Superbus de 23 places capable d'atteindre 250 km/h.

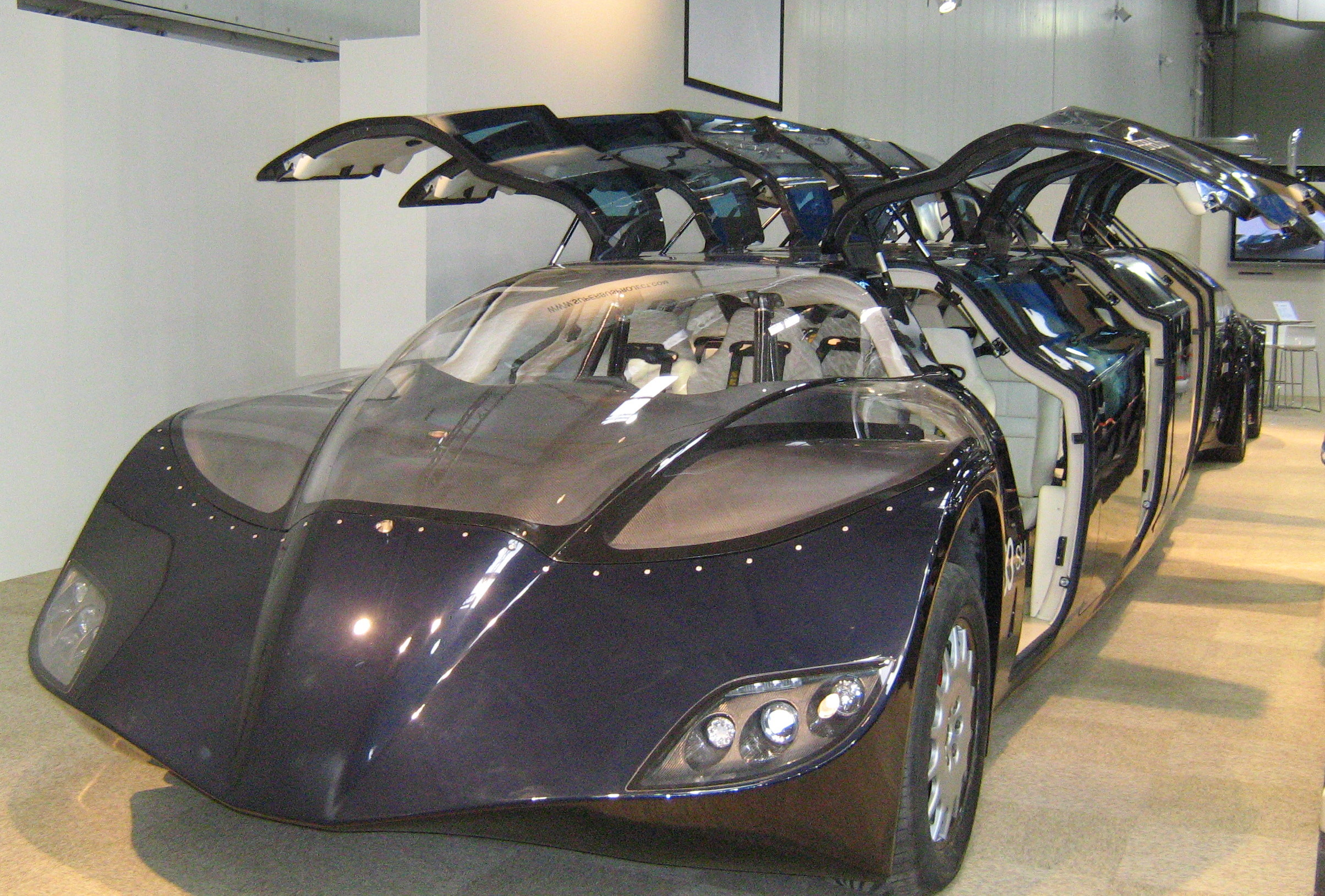
Le Superbus, portières ouvertes, présenté au Salon de l'automobile de Francfort de 2010.

Le projet Superbus a pour but de développer un autocar à grande vitesse capable d'atteindre des vitesses de 250 km/h avec des infrastructures dédiées comme des voies construites le long des autoroutes des Pays-Bas, mais séparées de la circulation automobile.
Le système envisagé doit être confortable, et dépendre de la demande des clients tout en rivalisant avec la voiture et le train. Le projet inclut des études concernant les infrastructures, la logistique, la sécurité, la fiabilité et la viabilité économique aussi bien que le design du véhicule en lui-même. Le coût du projet est estimé aux alentours de sept millions d'euros, largement subventionnés par le gouvernement des Pays-Bas. Le projet est mené par le spationaute néerlandais Wubbo Ockels de l'université de technologie de Delft.
En 2012, le Superbus obtient un numéro de plaque d'immatriculation, BZ-XG-15. Le principal porteur du projet, Ockels, décède en 2014. Le projet ne connait plus d'évolution et le prototype et confié au musée Transport Museum Lelystad pour être exposé. En 2020, le Superbus est déplacé dans le Netherlands Transport Museum.

## Véhicule

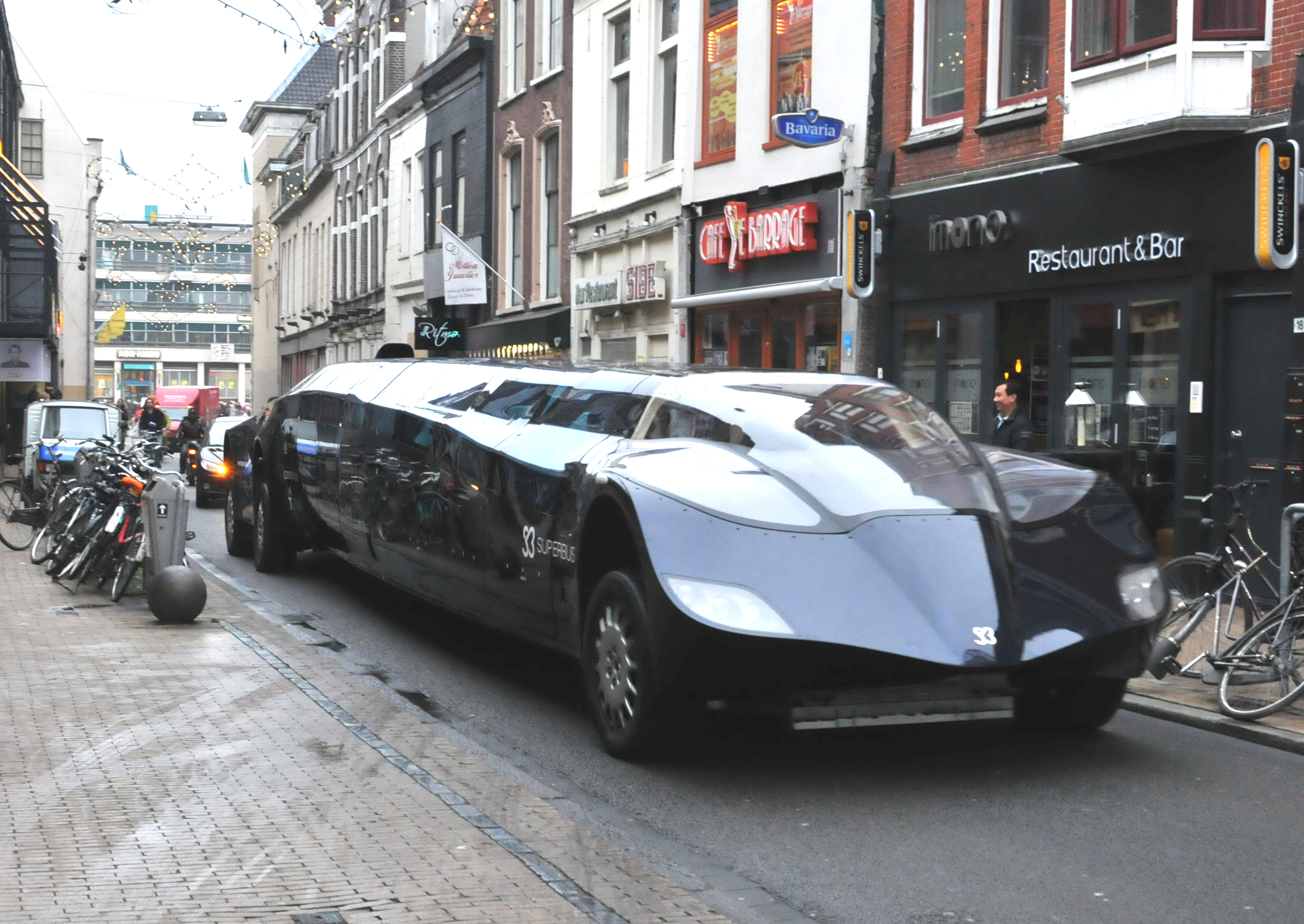
Le Superbus-II dans la rue de Gelkingestraat à Groningue aux Pays-Bas.

Le véhicule est un véhicule électrique long de quinze mètres avec de la place pour vingt-trois passagers, accessibles par seize portières. Il est capable de circuler à une vitesse de croisière de 250 km/h pour une vitesse moyenne de 250 km/h.Le véhicule pèse 8.000 kilos à peu près.

## «Super voies»
Il est envisagé que le véhicule circulerait sur des « super voies » qui seraient chauffées par la géothermie dans le but d'empêcher la neige et le verglas durant l'hiver.

## Logistique
Plutôt que de suivre des horaires précis, le véhicule serait utilisé à la demande, permettant à des passagers d'effectuer un voyage complet sans correspondance, le tout étant basé sur un système d'optimisation des itinéraires.